# Pietro Carbone
Pietro Carbone (Martina Franca, 15 febbraio 1918 – Napoli, 2 febbraio 1990) è stato un magistrato italiano, Presidente aggiunto onorario della Corte di Cassazione.
Ha ricoperto, tra le altre, le funzioni di Presidente di Sezione della Corte di Appello di Napoli, di Presidente della Corte di Appello di Salerno (1986-1988) nonché di Presidente della Commissione Tributaria di Napoli (1989-1990). È stato insignito dell’onorificenza di Cavaliere di Gran Croce dell’Ordine al Merito della Repubblica Italiana e di tre Croci al Merito di Guerra.

## Biografia
Figlio di Oreste Carbone, già Primo Presidente del Tribunale di Napoli nonché Grande ufficiale dell'Ordine al Merito della Repubblica Italiana. Negli anni ‘40 consegue nell’ateneo napoletano le lauree di Giurisprudenza e Scienze politiche. Per meriti militari conseguiti durante la seconda guerra mondiale riceve tre Croci al Merito di Guerra come appartenente all'Aeronautica Militare.
Durante la carriera da magistrato nella Sezione Penale Tribunale di Napoli presiede numerosi processi che hanno attirato l’attenzione dell'opinione pubblica, tra i quali l’omicidio nel 1975 del Procuratore Generale Francesco Ferlaino, l’omicidio dell’assessore regionale democristiano Pino Amato avvenuta il 19 maggio 1980 e conclusosi con la condanna all’ergastolo di quattro terroristi delle Brigate Rosse, il tentato omicidio del Sostituto Procuratore Paolino Dell’Anno nel 1976 nonché la clamorosa strage di Via Caravaggio a Napoli nel 1975 con l’imputato Domenico Zarrelli.
Viene nominato Presidente di Sezione della Corte di Appello di Napoli per poi essere assegnato dal CSM a Salerno nel 1986 con l’incarico di Primo Presidente della Corte di Appello (funzione che ha esercitato come Presidente della Corte fino al 1988). In vita si distinse anche per aver curato apprezzate pubblicazioni in vari rami del diritto.
Nel 1989 riceve dal Presidente della Repubblica Francesco Cossiga l'onorificenza di Cavaliere di Gran Croce dell'Ordine al merito della Repubblica Italiana per i meriti conseguiti in carriera.
Come confratello della “Augustissima Arciconfraternita ed Ospedali della SS. Trinità dei Pellegrini e Convalescenti” riposa nella cappella della stessa nel Chiostro grande del Cimitero di Poggioreale con il padre, gli altri parenti e sua moglie Cecilia Rossi.